# Microsporidia
Microsporidia là một ngành của giới Nấm. Ngành nấm này từng được coi là động vật nguyên sinh hay sinh vật nguyên sinh, nhưng giờ đây đã được xếp chung với giới Nấm, hoặc nhóm sinh vật có quan hệ gần với nấm.